# كيني بافي
كيني بافي (بالإنجليزية: Kenny Pavey)‏ (23 أغسطس 1979 لندن الإمبراطورية الرومانية - ) هو لاعب كرة قدم بريطاني، يلعب كلاعب وسط.

## وصلات خارجية
كيني بافي على موقع اتحاد السويد (السويدية)
- كيني بافي على موقع قاعدة بيانات كرة القدم.إي يو (الإنجليزية)
- كيني بافي على موقع Soccerway.com (الإنجليزية)